# 王磊 (皮划艇运动员)
王磊（1981年1月25日—），中国皮划艇运动员，在2000年代中期参赛。在雅典的2004年夏季奥林匹克运动会上，他在K-2 500米的半决赛中出局，在K-2 1000米的半决赛中被取消资格。